# Національний парк Дар'єн
Національний парк Дар'є́н (ісп. Parque Nacional Darién) — національний парк в Панамі, розташований за 325 км від міста Панама, найбільший за площею національний парк цієї країни. В 1981 році парк був занесений до списку об'єктів Світової спадщини ЮНЕСКО, а в 1983 році — до Світової мережі біосферних заповідників. Поширені види парку включають кілька видів макак, папуг, тапірів та орла-гарпію. Парк відомий великим біорізноманіттям. Він привертає численних туристів, що зазвичай приїжджають до нього через місто Ель-Реал.